# 有明車両基地
有明車両基地（ありあけしゃりょうきち）は、株式会社ゆりかもめが所有する、東京臨海新交通臨海線の車両基地である。

## 概要
東京都江東区有明3丁目13に位置し、有明駅の南側にあり、同駅から単線の出入庫線が分岐している。地理的には東京ビッグサイト駅が最寄り駅となる。
敷地内には中央管理棟、保守用車車庫、ゆりかもめ本社もあり、ゆりかもめの中枢施設となっている。構内では各種検査として、列車検査、月検査、重要部検査、全般検査などが実施されている。
有明水再生センターで処理された水の一部が再生水として車両の洗浄に使われている。

## 構内
車両基地は西側から回り込むようにして高架線から地上に降りる。前述の出入庫線は途中で単線から複線となり、車両基地入口にあるプラットホームに似た「出入庫点検台」に到着する。ここは自動運転と手動運転の切り換え地点にあたり、車両基地内は係員による手動運転（15km/h以下）が実施される。出庫時、係員は出入庫点検台から跨線橋のような連絡通路を通って各留置線に移動する。構内は東側から
- 試走線 1本
- 留置線 13本（1線に2編成が留置可能）
- 洗浄線 2本（手洗浄台設置、1線に2編成が留置可能）
  - 洗浄線入口に車両洗浄装置1基[1]

検修棟
上記の試走線、留置線側から折り返して検修棟に繋がる。北側から
- 月検査線 2本
- 列車検査線 2本
- 重要部・全般検査線 1本

検修棟はピット構造になっている。重要部検査・全般検査は協力会社の京王重機整備（車体）と明希工業（台車）に委託している。

## 配置車両
2025年時点
- 7300系 - 6両編成18本（108両）[7][8][9]
- 7500系 - 6両編成8本（48両）[10][11]

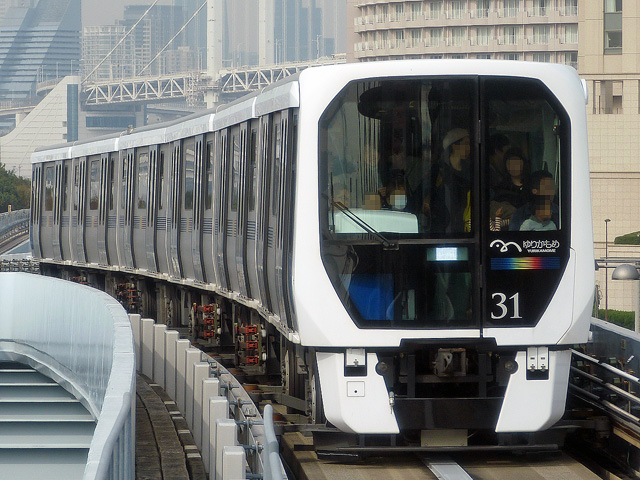
7300系
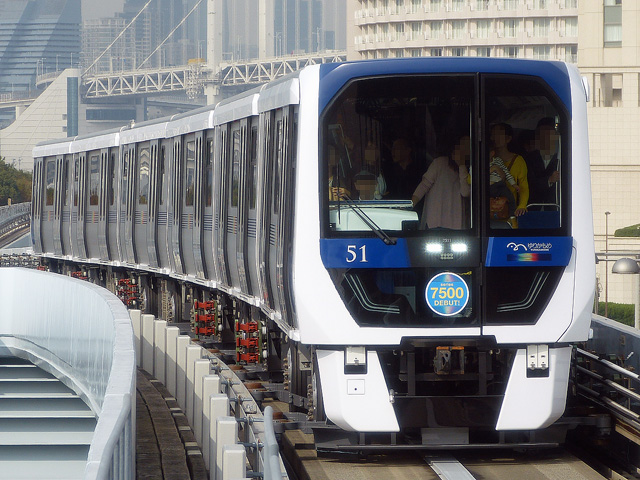
7500系